# Bruno Brazil
Bruno Brazil – belgijska, francuskojęzyczna seria komiksowa, stworzona przez scenarzystę Grega i rysownika Williama Vance’a, publikowana pierwotnie w latach 1967–1979 w odcinkach na łamach czasopisma „Tintin” oraz w latach 1969–1977 w formie indywidualnych tomów nakładem wydawnictwa Le Lombard. Łącznie powstało 10 tomów, a w 1995 niewydane wcześniej historie ukazały się w dodatkowym, 11. albumie. Po polsku seria Bruno Brazil ukazała się nakładem wydawnictwa Ongrys zarówno w formie albumów indywidualnych, jak i zbiorczych.
W 2019 wydawnictwo Le Lombard reaktywowało serię pod tytułem Les Nouvelles Aventures de Bruno Brazil (Nowe przygody Bruna Brazila), powierzając jej tworzenie scenarzyście Laurentowi-Frédéricowi Bollée i rysownikowi Philippe’owi Aymondowi. 

## Fabuła
Bruno Brazil pracuje dla amerykańskiej sekcji międzynarodowej agencji wywiadowczej i kontrwywiadu W.S.I.O. (World Security International Office). Początkowo ukazany jako samotny agent w stylu Jamesa Bonda, szybko otoczył się zespołem specjalistów tworzących grupę o nazwie Komando "Kajman", z którym poprowadzi wiele niebezpiecznych misji szpiegowskich na całym świecie.

## Tomy
| Tom | Tytuł i rok wydania polskiego      | Tytuł i rok wydania oryginalnego      |
| --- | ---------------------------------- | ------------------------------------- |
| 1   | Rekin, który umarł dwa razy (2020) | Le Requin qui mourut deux fois (1969) |
| 2   | Komando "Kajman" (2020)            | Commando Caïman (1970)                |
| 3   | Oczy bez twarzy (2020)             | Les Yeux sans visage (1971)           |
| 4   | Sparaliżowane miasto (2020)        | La Cité pétrifiée (1972)              |
| 5   | Noc szakali (2022)                 | La Nuit des chacals (1973)            |
| 6   | Draka w Sacramento (2022)          | Sarabande à Sacramento (1974)         |
| 7   | Kajmany na ryżowisku (2022)        | Des caïmans dans la rizière (1975)    |
| 8   | Nawałnica w Aleutach (2022)        | Orage aux Aléoutiennes (1976)         |
| 9   | Operacja Alak 6 (2025)             | Quitte ou double pour Alak 6 (1977)   |
| 10  | Akta Bruno Brazila (2025)          | Dossier Bruno Brazil (1977)           |
| 11  | Koniec?! (2025)                    | La Fin…!?? (1995)                     |